# Province de Sidi Ifni
La province de Sidi Ifni (en arabe : إقليم سيدي إفني) est une subdivision à dominante rurale de la région marocaine de Guelmim-Oued Noun. Elle tire son nom de son chef-lieu, Sidi Ifni.

## Géographie

### Situation
La province de Sidi Ifni est située au sud-ouest de la région de Guelmim-Oued Noun et est bordée par la province de Tiznit au nord, la province de Tata à l'est, la province de Guelmim au sud et l’océan Atlantique à l'ouest.

### Relief
D'une superficie de 3 790,7 km2, le territoire de la province est principalement montagneux (collines d'Aït Baâemrane et plateaux de Lakhsas, d'Aït Erkha et de Mejjat).

## Administration et politique

### Découpage territorial

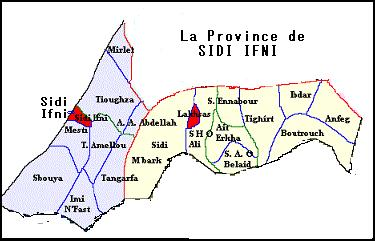
Découpage communal de la province

Selon la liste des cercles, des caïdats et des communes de 2009, la province de Sidi Ifni est composée de 19 communes, dont 2 communes urbaines (ou municipalités) : Sidi Ifni et Lakhsas. Les 17 communes rurales restantes sont rattachées à 6 caïdats, eux-mêmes rattachés à 2 cercles :
- cercle d'Ifni :
  - caïdat de Mesti : Mesti, Sbouya, Imi Nfast, Tnine Amelou et Tangarfa,
  - caïdat de Mirleft : Mirleft,
  - caïdat de Tioughza : Arbaa Aït Abdellah et Tioughza ;
- cercle de Lakhssas :
  - caïdat de Sidi H'saine : Sidi M'Bark et Sidi H'Saine ou Ali,
  - caïdat d’Aït Erkha : Aït Erkha et Sidi Abdellah Oubelaïd,
  - caïdat de Tighirt : Boutrouch, Ibdar, Tighirt, Sebt Ennabour et Anfeg.

Aucune de ces communes rurales n'ayant un centre homologué comme centre urbain, les seules localités considérées comme des villes sont ces municipalités : Sidi Ifni et Lakhsas.

## Histoire
La province de Sidi Ifni a été créée en 2009 – décret no 2-09-319 du 11 juin – par démembrement de la province de Tiznit.
Jusqu'en 1969, la majeure partie de son territoire constituait la Provincia de Ifni, avec sa capitale à Sidi Ifni, dépendante de l'Espagne.

## Population

### Données démographiques
Selon le dernier recensement, en 2004, la population de la province de Sidi Ifni (127 781 hab.) était en majorité rurale : 103 536 hab., soit une proportion de 81,03 %. Les 24 245 urbains restants étaient répartis entre les deux municipalités de Sidi Ifni (20 051 hab.) et Lakhsas (4 194 hab.).

### Composition tribale

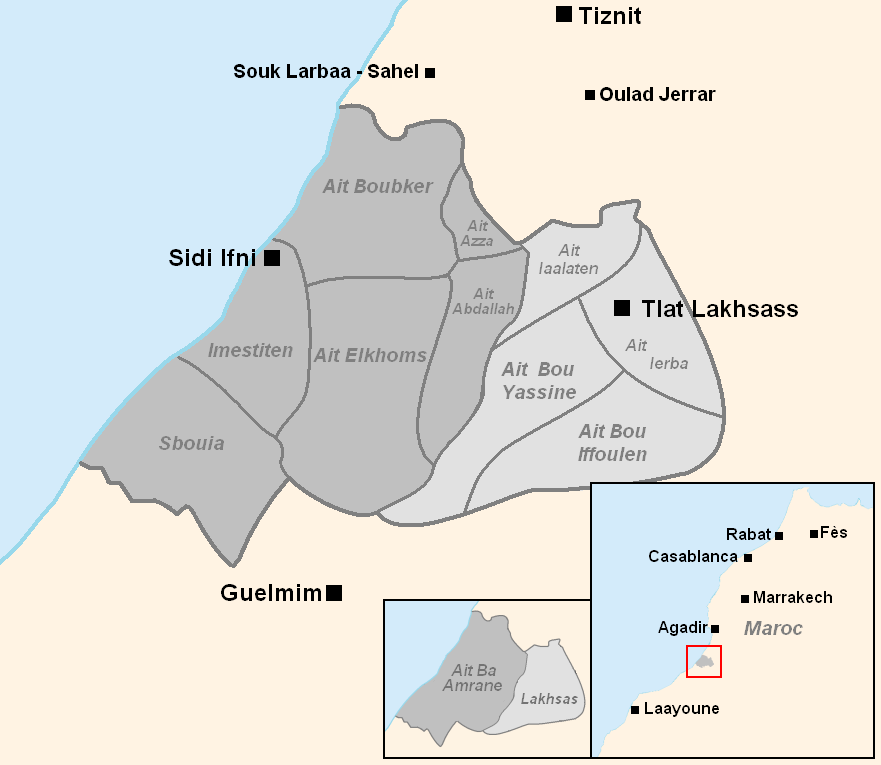
Carte des Ait Baamran et des Lakhsass

La province de Sidi Ifni est caractérisée par la prépondérance d'un côté de la confédération des Aït Baamrane dans le cercle de Sidi Ifni, et de celle des Lakhsas dans le cercle éponyme.

#### Confédération des Aït Baamrane
Ancienne confédération du Leff (alliance tribale) du Tagzoult, occupant en grande partie le cercle de Sidi Ifni. Elle est divisée en 6 tribus :
- tribu des Sbouya (d'origine saharienne), autour de Sbouya, dans le caïdat de Mesti ;
- tribu des Mesti (ou Imestiten, d'origine chleuhs), entre Mesti, dans le caïdat éponyme, et la ville de Sidi Ifni ;
- tribu des Aït Elkhoms, dans le caïdat de Mesti, sur un territoire entre Mesti à l'ouest, Tangarfa à l'est, Imi n'Fast au sud et Tioughza au nord ;
- tribu des Aït Boubker, entre le nord de la ville de Sidi Ifni, le sud du caïdat de Mirleft et l'ouest du caïdat de Tioughza ;
- tribu des Aït Iazza, occupant la partie est du caïdat de Tioughza ;
- tribu des Aït Abdallah, autour de la commune rurale d'Arbaa Aït Abdallah, dépendant du caïdat de Mirleft ainsi qu'au nord de la commune rurale de Tangarfa, dépendant du caïdat de Mesti.

#### Tribu de Lakhsas
Historiquement liée aux Aït Baamrane par le biais du Leff du Tagzoult, la tribu des Lakhsass est présente essentiellement dans l'ouest du cercle éponyme, dans les communes de Lakhsas, Sidi M'barek et Sidi Hssain Ou Ali. Elle est composée de 4 fractions:
- Aït Bou Yassine, au centre du territoire de la commune de Sidi M'barek ;
- Aït Bou Iffoulen, dans et autour du village de Bouizakaren, au sud du territoire de la commune de Sidi Hssain Ou Ali ;
- Aït I'arba, dans et autour de la ville de Lakhsas et au nord du territoire de la commune de Sidi Hssain Ou Ali ;
- Aït I'laten, au nord du territoire de la commune de Sidi M'barek.

#### Autres tribus
- anciennes tribus du Leff du Tagzoult :
  - tribu des Mejjat, établie sur le territoire des communes de Tighirt, Boutrouch, Ibder et Anfak ;
  - tribu des Aït Erkha, dans le caïdat éponyme, établie dans les communes de Sidi Abdellah Oubelaïd, Nabour et Aït Erkha ;
- anciennes tribus du Leff du Tahggat, partiellement présentes au nord du cercle de Sidi Ifni et au nord-ouest du cercle de Lakhsass :
  - tribu des Aït Brayim, sur la commune de Sidi Bouabedli et au nord-est de la commune de Tioughza ;
  - tribu des Ahl Sahel, sur le nord du territoire de la commune de Mirleft.
  - Espagnols : moins de 200 (en 2010).